# Koulenka (Globularia)

Ilustrace Globularia vulgaris z roku 1772

Koulenka (Globularia) je rod rostlin z čeledi jitrocelovité. Jsou to vytrvalé byliny až keře s tuhými jednoduchými listy a většinou modrými květy v hustých kulovitých hlávkách. Plodem je nažka. Rod zahrnuje 29 druhů a je rozšířen v Evropě, západní Asii, severní Africe a Makaronésii. Koulenky se vyskytují v alpínských polohách vysokých hor i v teplomilné středomořské vegetaci. V České republice roste jediný druh, koulenka prodloužená.
Některé druhy jsou pěstovány jako skalničky. V tradiční medicíně jsou využívány jen málo.

## Popis
Koulenky jsou nízké keře, polokeře nebo vytrvalé byliny s dřevnatou bází. Listy jsou jednoduché, kožovité, kopinaté až okrouhlé nebo lžicovité, někdy na okraji vykrajované nebo s několika zuby v horní části, lysé. Lodyžní listy jsou střídavé, spodní často nahloučené v přízemní růžici.
Květy jsou většinou modré, řidčeji bílé nebo růžové (u marockého druhu G. nainii žluté), dvoustranně souměrné, uspořádané ve vrcholové, husté, kulovité nebo zploštělé hlávce. Květenství vyrůstají buď na vrcholu hlavní lodyhy, nebo na koncích krátkých postranních větví, přičemž sterilní vrchol hlavní lodyhy pokračuje v růstu. Kalich je trubkovitý, hluboce členěný na 5 přibližně stejných, špičatých cípů, přitiskle chlupatý. Koruna je trubkovitá, dvoupyská, přesahující kalich. Horní pysk je zakončený 3 zuby nebo hluboce dřípený, dolní tvořený 2 čárkovitými cípy a kratší než horní, někdy redukovaný nebo jen jednolaločný. Tyčinky jsou 4, přirostlé v korunní trubce a dalece vyčnívající. Semeník je svrchní, jednopouzdrý, vejcovitý, s jednoduchou, na vrcholu krátce rozeklanou čnělkou. Plodem je nažka obklopená vytrvalým kalichem.

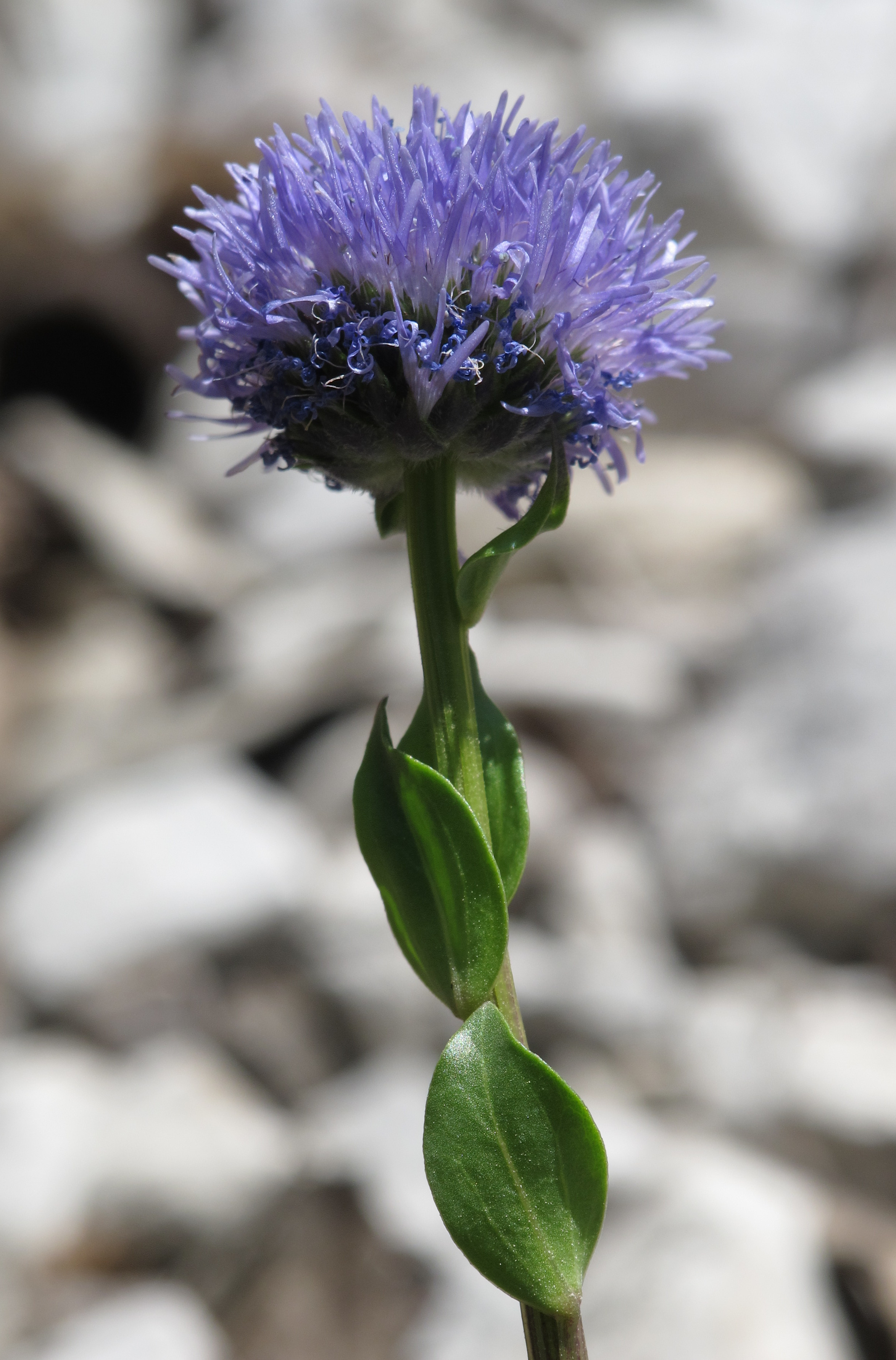
Vrcholové květenství koulenky prodloužené
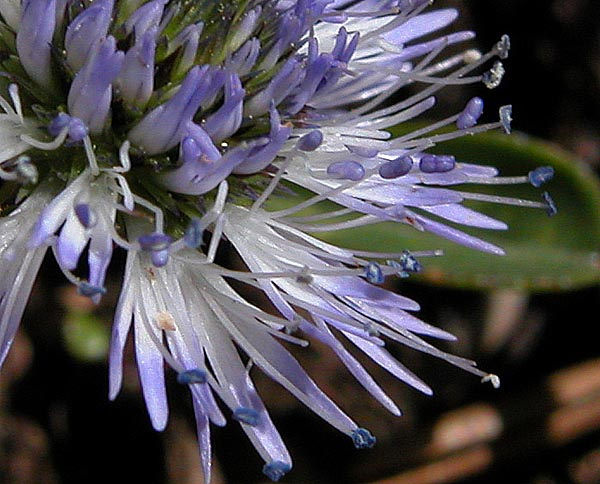
Detail květů koulenky srdcolisté
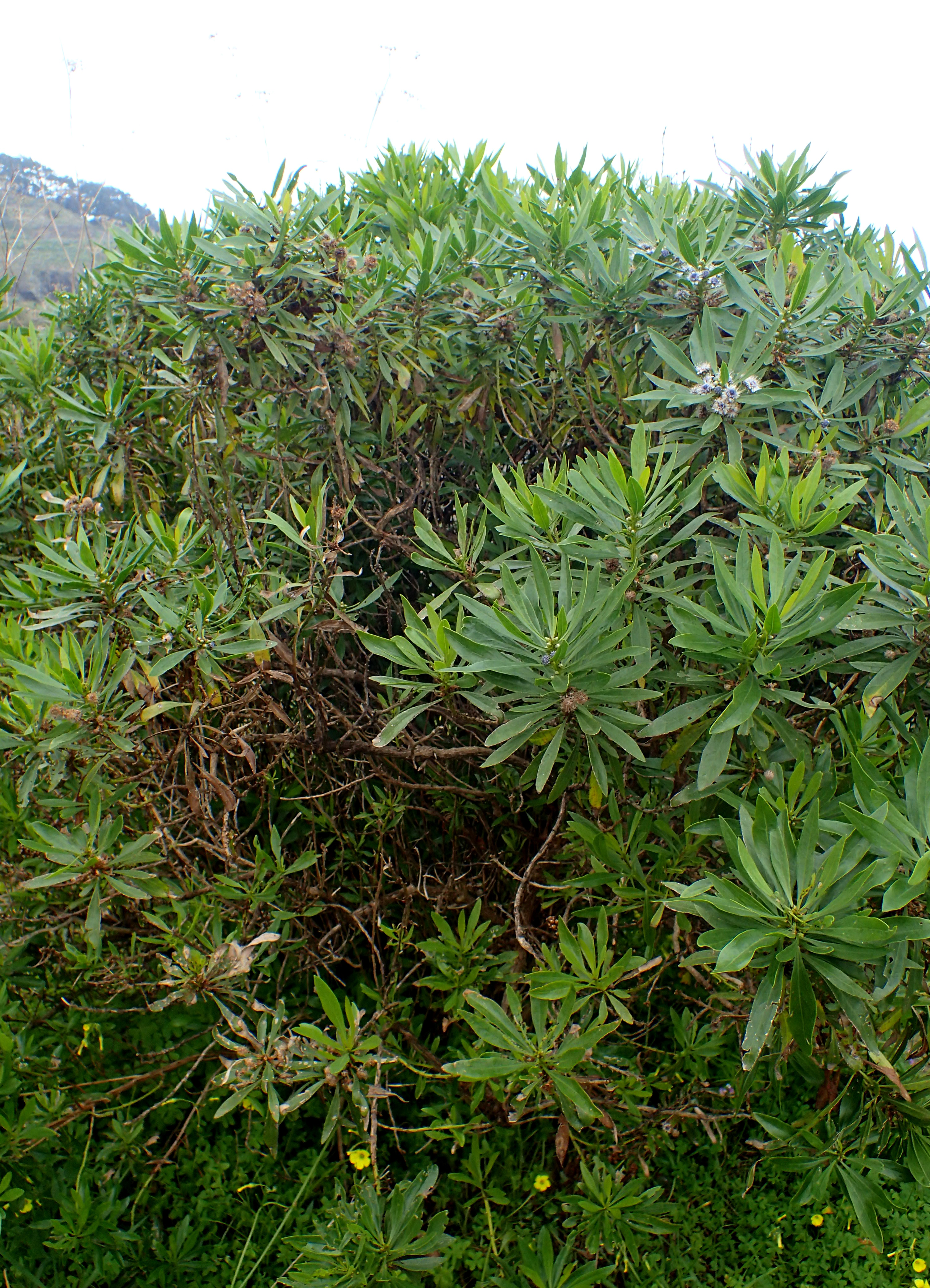
Koulenka vrbová (Globularia salicina), keřovitý druh rozšířený v Makaronésii
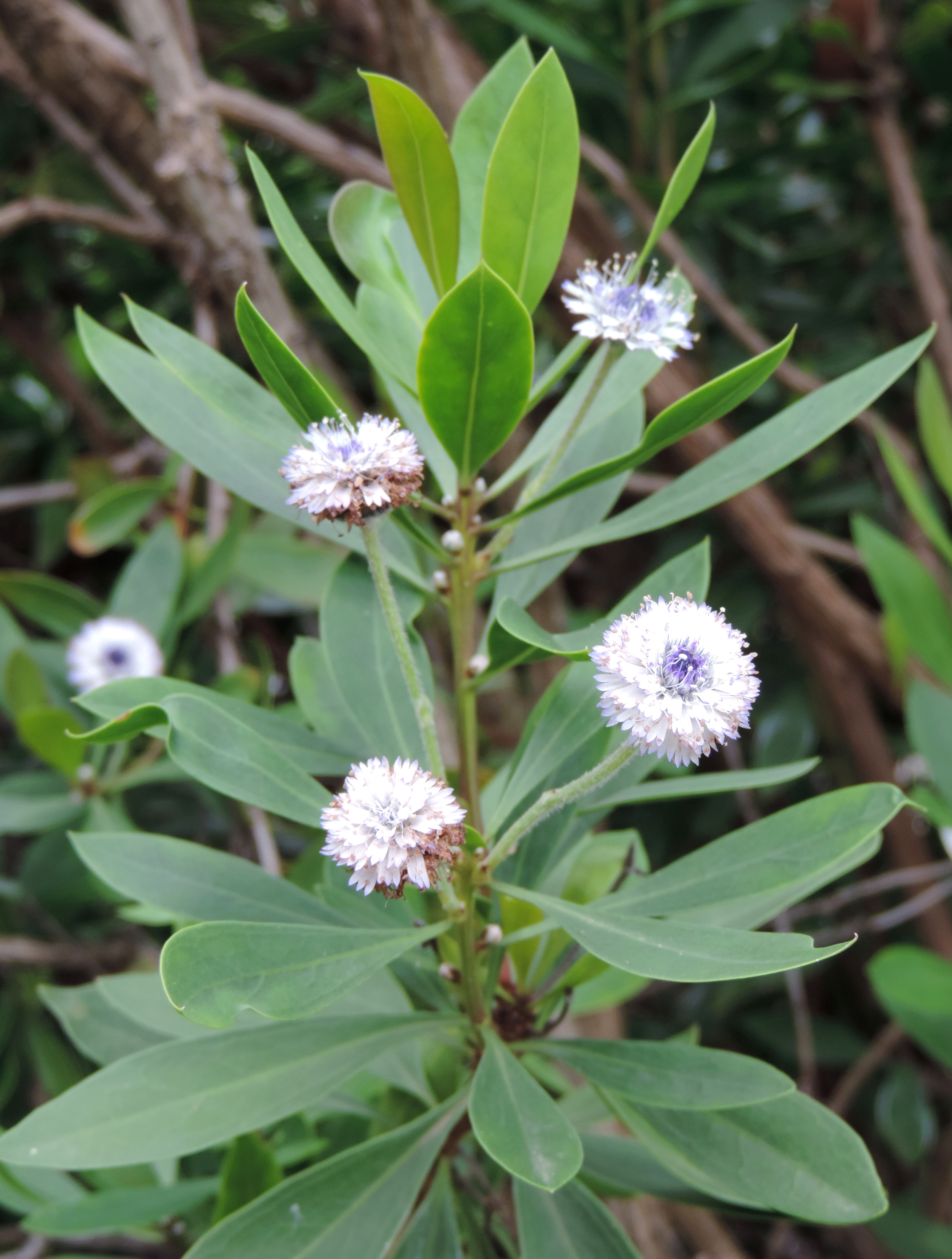
Kanárský keřovitý druh Globularia ascanii s květenstvími na postranních větévkách
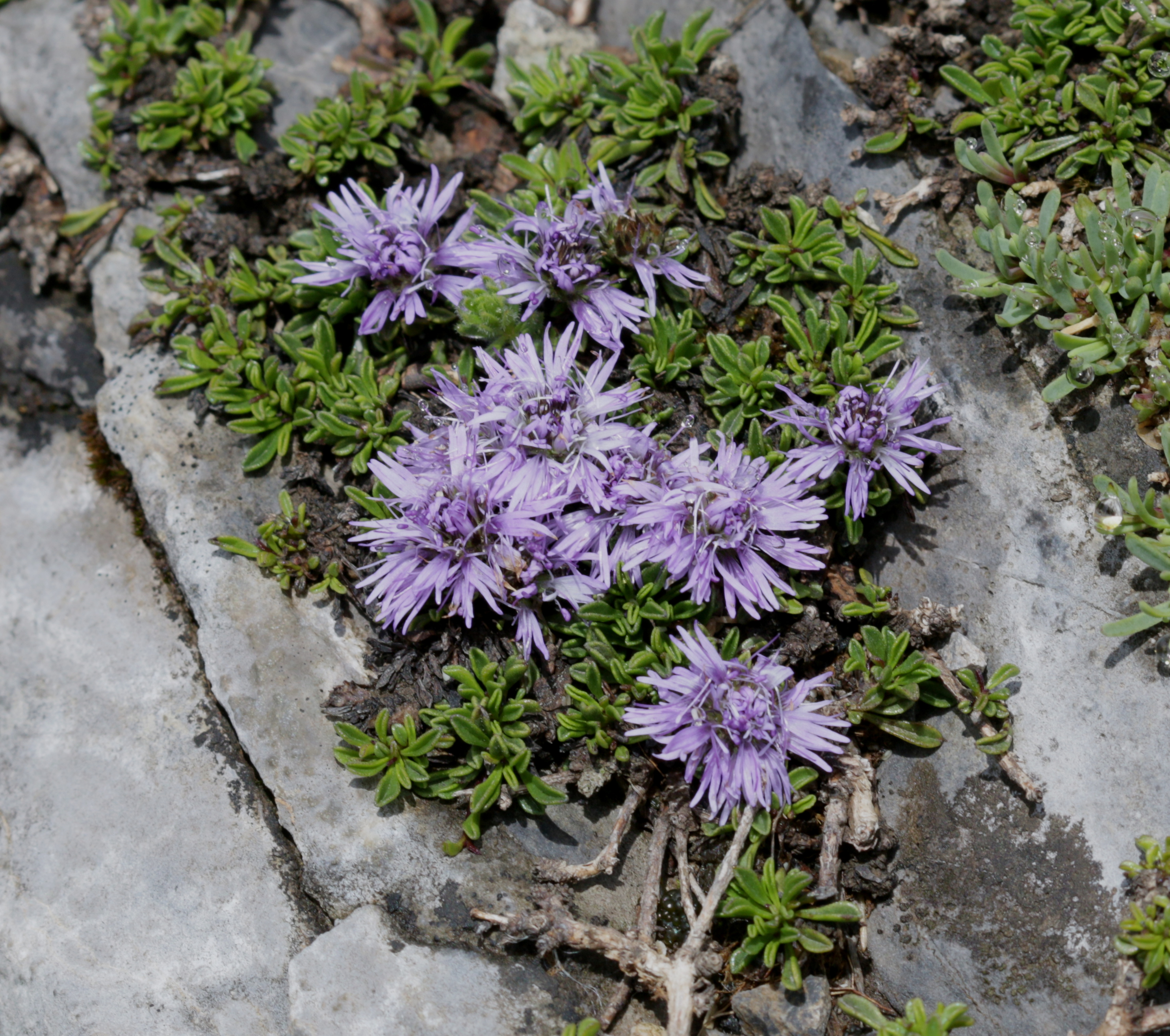
Horský, nízce rostoucí druh koulenka plazivá (Globularia repens)

## Rozšíření

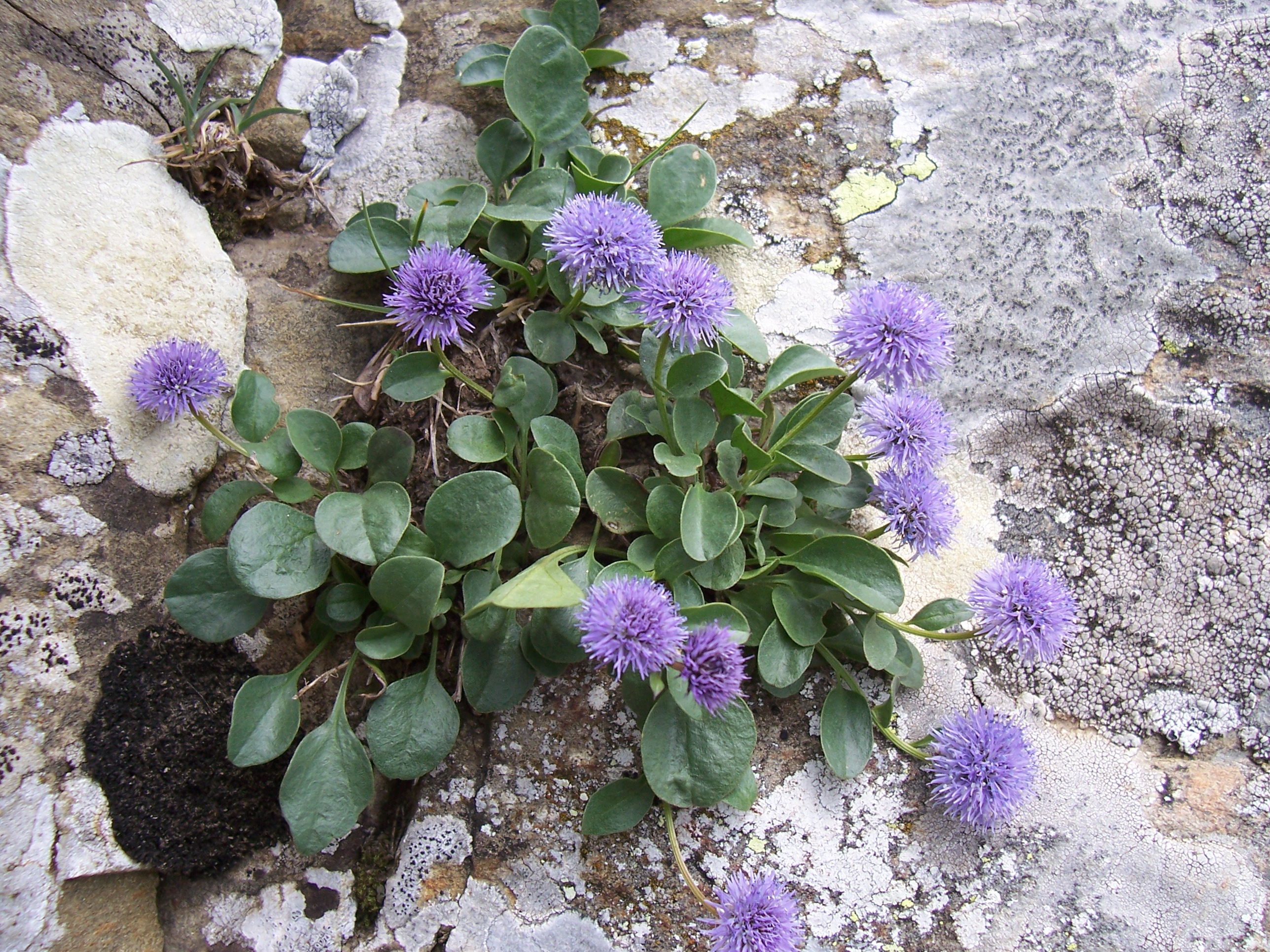
Koulenka našedlá (Globularia incanescens), endemit severních Apenin

Rod koulenka zahrnuje 29 druhů a je rozšířen v Evropě, Asii a Africe. V České republice se vyskytuje pouze koulenka prodloužená (G. bisnagarica), rostoucí na zásaditých půdách v teplých oblastech. Druh je rozšířen v teplejších oblastech Evropy, na východ zasahuje na Kavkaz a do Zavolží. V Evropě roste celkem 15 druhů koulenek, z nichž většina je rozšířena v jihoevropských pohořích a Středomoří.
Ve vyšších polohách Alp roste koulenka bezlistá (G. nudicaulis) a koulenka srdcolistá (G. cordifolia), v jihozápadní části pohoří také koulenka plazivá (G. repens). Podobná skladba druhů je i v Pyrenejích. V Karpatech je rod zastoupen málo. V jižní části karpatského oblouku roste koulenka srdcolistá, s izolovanou arelou na Slovensku v oblasti Velké Fatry.
V jihovýchodní části Alp, Apeninách a pohořích jihovýchodní Evropy roste koulenka chudobkolistá (G. meridionalis). V severní části Apenin se vyskytuje endemický druh koulenka našedlá (G. incanescens).
Zajímavý je výskyt endemického druhu Globularia vulgaris na švédských ostrovech Öland a Gotland v Baltském moři. Popsal jej jako jeden z prvních druhů rodu již Carl Linné.
V celém Středomoří je rozšířena koulenka křovitá (G. alypum), keřovitě rostoucí druh dosahující výšky až 80 cm. Několik velkolistých druhů podobného habitu roste v Makaronésii: koulenka vrbová (G. salicina) na Kanárských ostrovech a Madeiře, G. ascanii a G. sarcophylla na Kanárech a G. amygdalifolia na Kapverdách.
Ve Středomoří se vyskytuje větší počet endemických druhů: G. linifolia na Pyrenejském poloostrově, G. spinosa na jihovýchodě a G. borjae na středovýchodě Španělska, G. majoricensis na severní Mallorce, G. neapolitana v jižní Itálii a G. stygia v řeckých horách na severu Peloponésu.
Koulenka chlupokvětá (G. trichosantha) je rozšířena od Bulharska až po Írán.
Několik druhů je rozšířeno v Turecku a přilehlých zemích jihozápadní Asie.
Globularia arabica je mimořádně suchomilný druh, rozšířený v severní Africe včetně saharských zemí, Sýrii, Jemenu a Somálsku. V marockém Atlasu rostou dva endemické druhy.

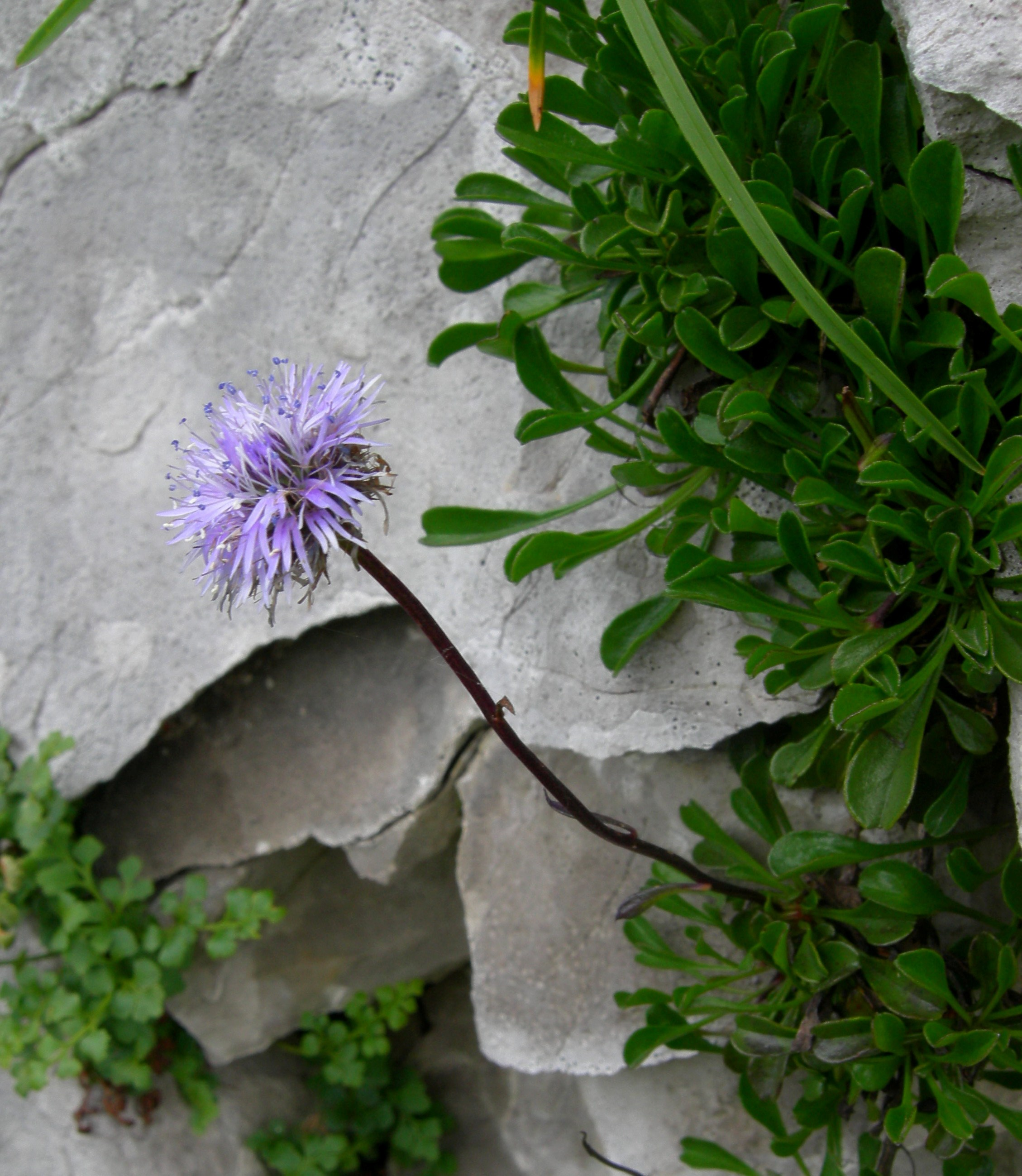
Vysokohorský druh koulenka srdcolistá
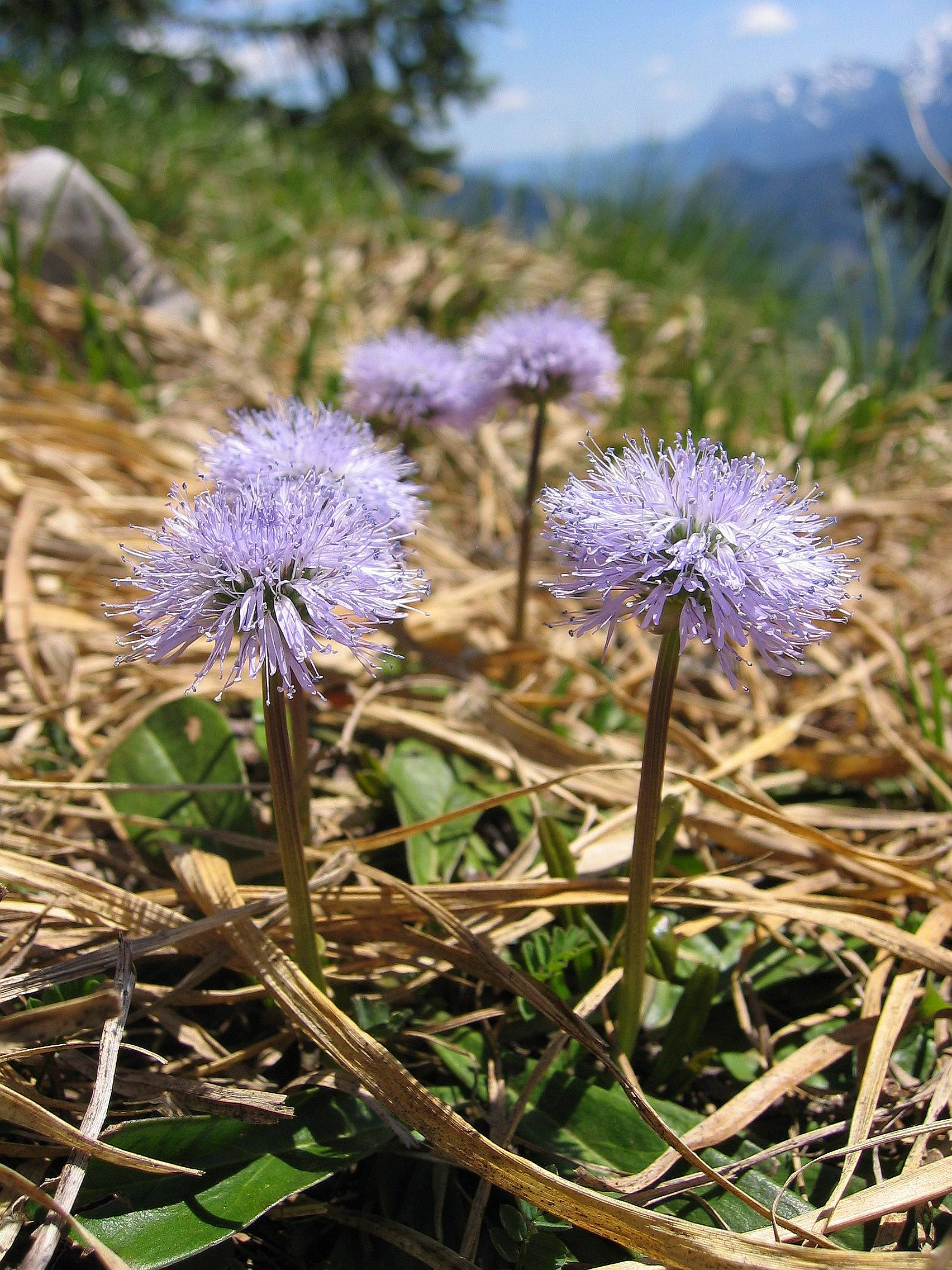
Koulenka bezlistá (Globularia nudicaulis)
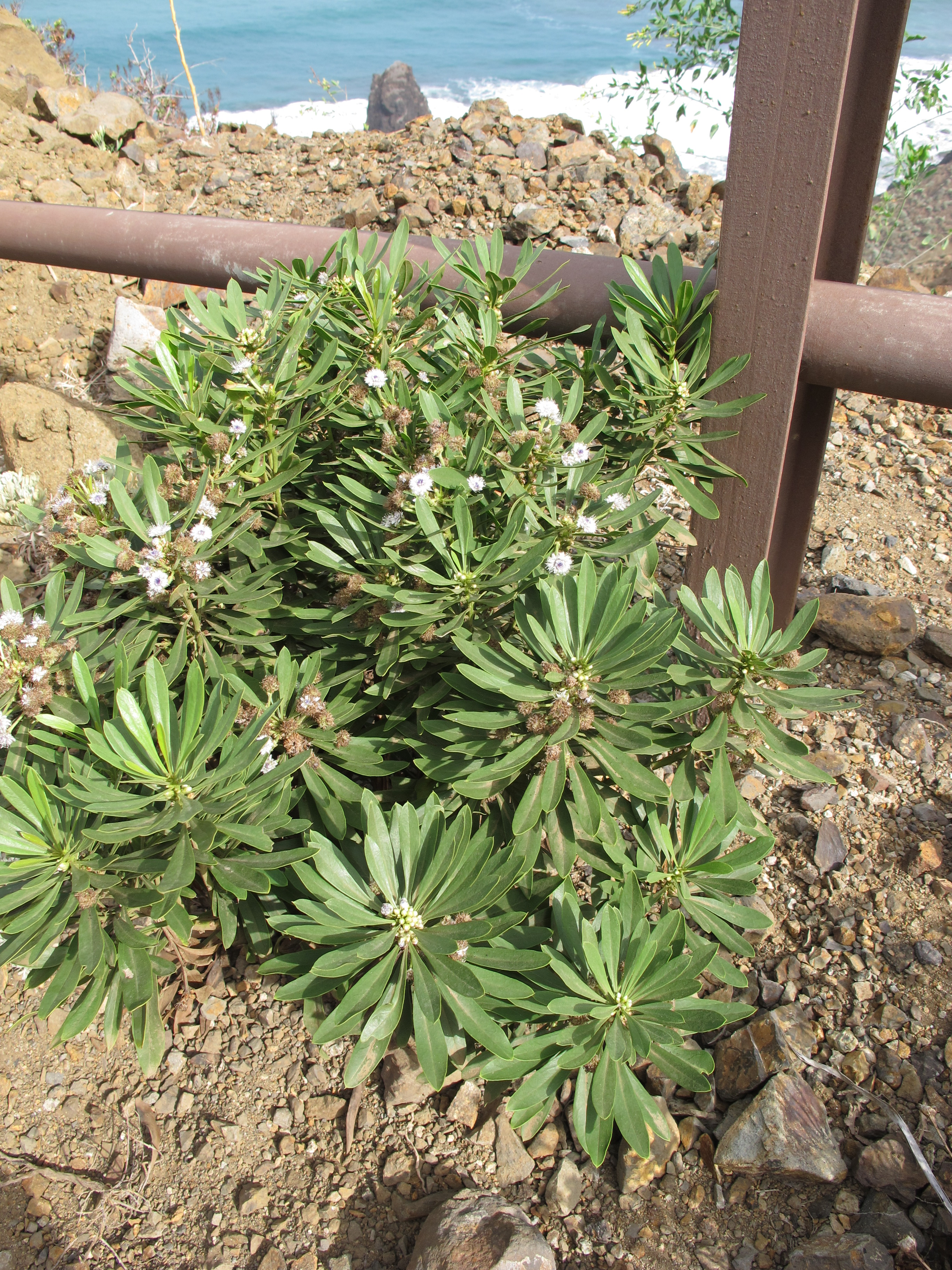
Koulenka vrbová (Globularia salicina) na Tenerife
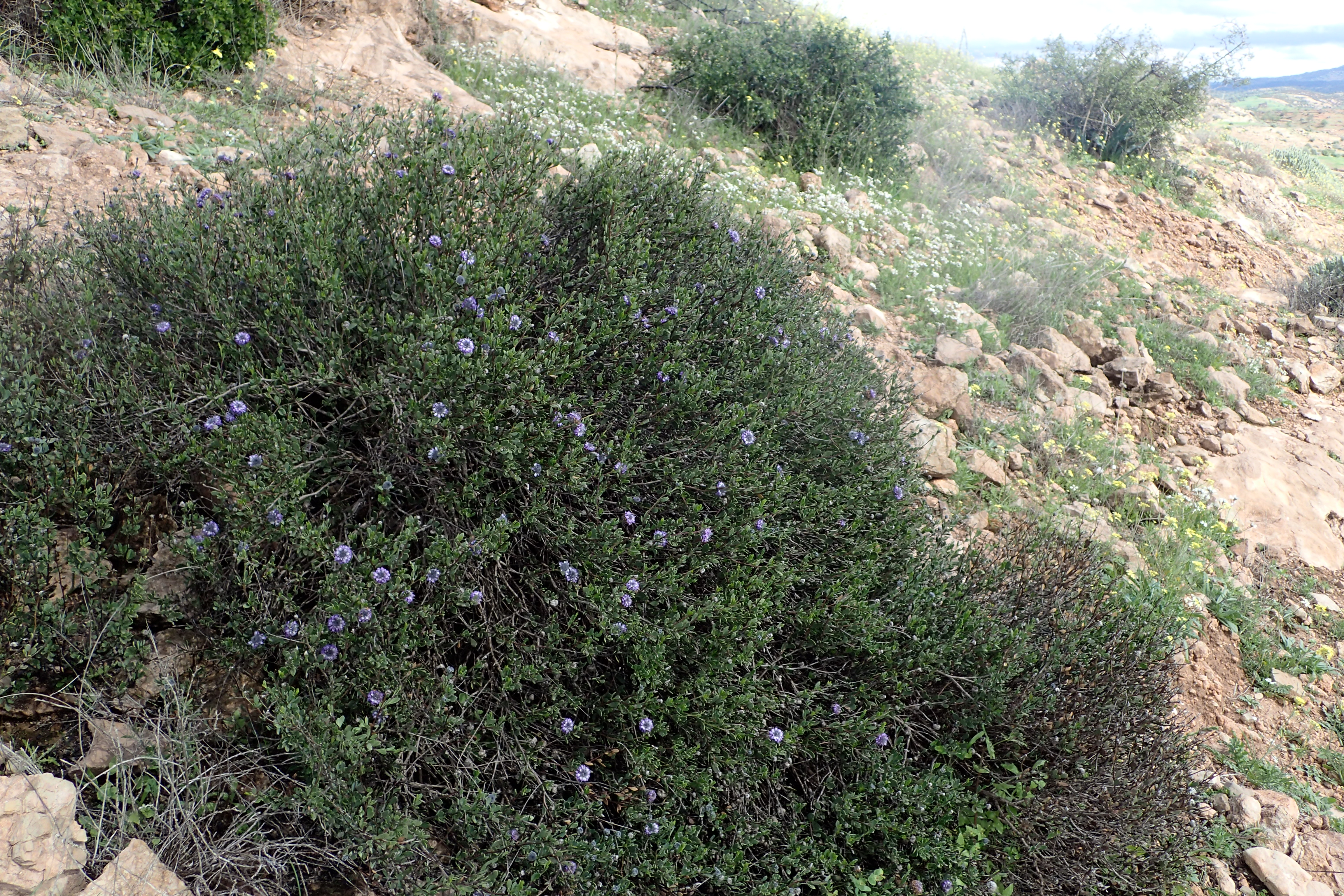
Pouštní druh Globularia arabica

## Taxonomie
Rod Globularia je v rámci čeledi Plantaginaceae řazen do tribu Globularieae. Nejblíže příbuzným rodem je Poskea (2 druhy s rozšířením v Somálsku, Jemenu a Sokotře).
Rod Globularia byl na základě odlišnosti morfologických znaků tradičně řazen do samostatné čeledi Globulariaceae. Od převážné většiny ostatních rodů čeledi Plantaginaceae (resp. Scrophulariaceae) se mj. odlišuje jednopouzdrým semeníkem a typem plodů (nažka). Podle výsledků fylogenetických studií tvoří společně s rodem Poskea monofyletickou vývojovou větev, vnořenou mezi jiné vývojové větve čeledi Plantaginaceae.

## Zástupci
- koulenka chlupokvětá (Globularia trichosantha)
- koulenka chudobkolistá (Globularia meridionalis)
- koulenka křovitá (Globularia alypum)
- koulenka našedlá (Globularia incanescens)
- koulenka plazivá (Globularia repens)
- koulenka prodloužená (Globularia bisnagarica, syn. G. punctata)
- koulenka srdcolistá (Globularia cordifolia)
- koulenka bezlistá (Globularia nudicaulis)
- koulenka vrbová (Globularia salicina)[10][11][12]

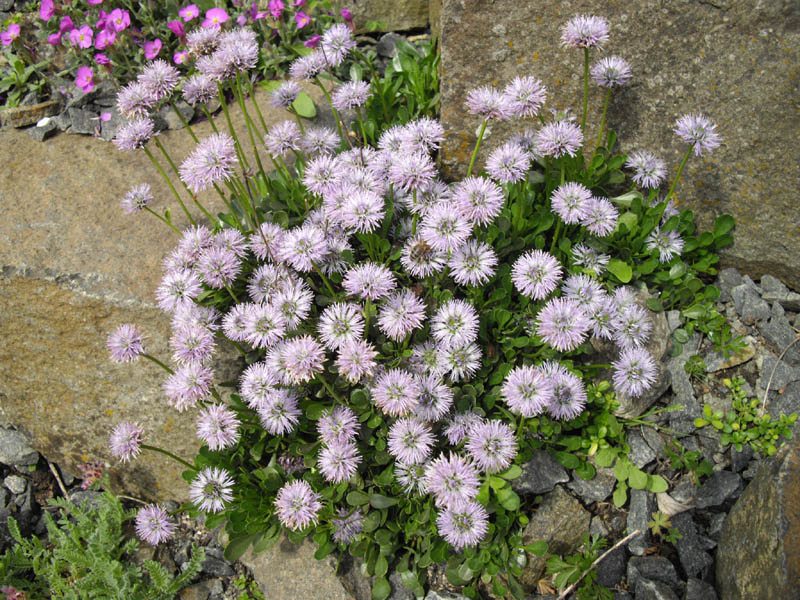
Koulenka chlupokvětá (G. trichosantha) jako skalnička

## Význam
Koulenka prodloužená je občas pěstována jako zahradní trvalka a skalnička, často pod starším názvem Globularia punctata. Jako atraktivní skalničky bývají pěstovány i jiné, vesměs horské druhy, jako je koulenka plazivá (G. repens), koulenka bezlistá (G. nudicaulis), koulenka srdcolistá (G. cordifolia), koulenka chlupokvětá (G. trichosantha), koulenka našedlá (G. incanescens) a jiné.
Rostliny jsou světlomilné a vyžadují jako většina ostatních alpínek dobře drenovanou půdu a některé i vápenatý substrát. Množí se většinou únorovým výsevem semen nebo dělením trsů v září či na jaře. Lze použít také řízkování polovyzrálými řízky v létě.
V jižní Evropě a subtropických oblastech jsou občas jako okrasné stálezelené keře pěstovány teplomilné druhy, pocházející ze Středomoří nebo Makaronésie. Oblíbená je zejména koulenka Globularia × indubia, přirozeně se vyskytující kříženec dvou keřovitě rostoucích kanárských druhů.
Středomořská koulenka křovitá (G. alypum) je občas využívána v tradiční medicíně jako demulgens, ke zvlhčení sliznic a na různé kožní neduhy.

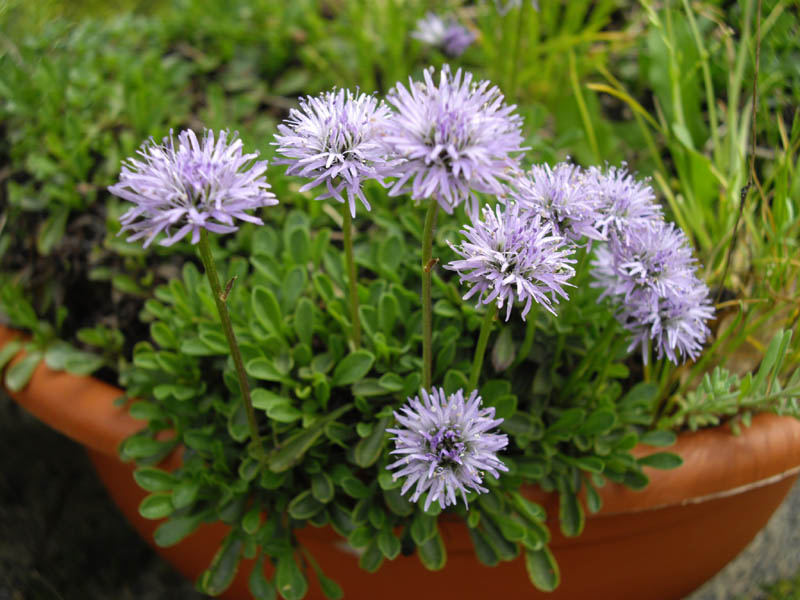
Koulenka chudobkolistá (Globularia meridionalis)
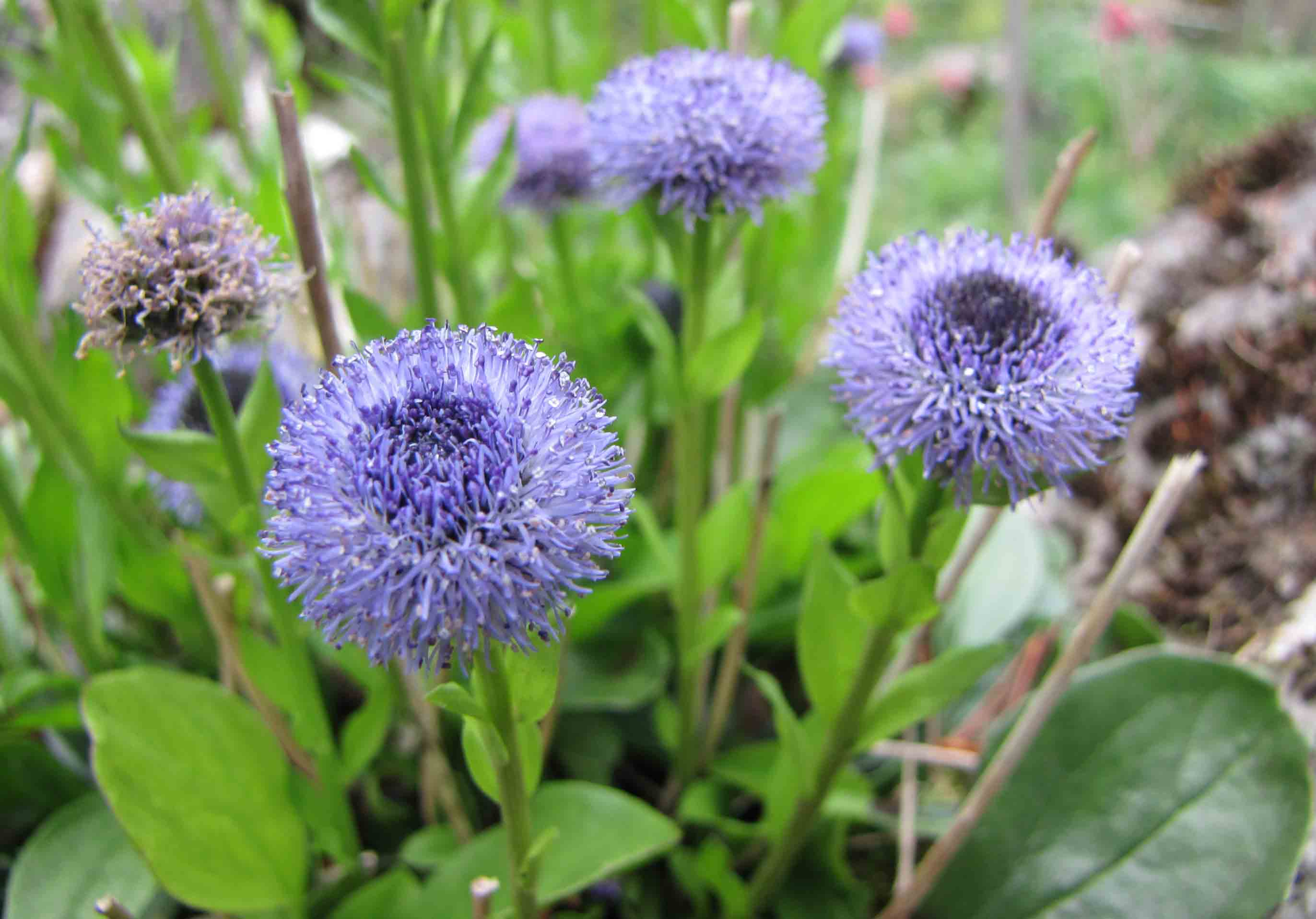
Koulenka Globularia dumulosa v botanické zahradě v Belgii